# Резолюция Совета Безопасности ООН 119
Резолюция 119 Совета Безопасности Организации Объединённых Наций была выдвинута Соединенными Штатами 31 октября 1956 года, учитывая серьёзную ситуацию, возникшую из-за боевых действий в отношении Египта, которые проводились Великобританией и Францией. Для решения проблемы Совет Безопасности решил созвать чрезвычайную специальную сессию Генеральной Ассамблеи для принятия соответствующих решений и рекомендаций.
Франция и Великобритания, являющиеся постоянными членами Совета Безопасности ООН с правом вето, проголосовали против резолюции, но они не могли заблокировать созыв Генеральной Ассамблеи, поскольку это было процедурное голосование, на которое постоянные члены не могут наложить вето.
Воздержались: Австралия и Бельгия.